# Олех, Сергей Георгиевич
Серге́й Гео́ргиевич О́лех (укр. Сергій Георгійович Олех; 16 мая 1965, Одесса — 2 апреля 2017, Одесса) — украинский актёр, шоумен, юморист, телеведущий, участник проектов «Голые и смешные», «Маски-шоу» и «Джентльмен-шоу». Бывший игрок команды Высшей лиги КВН «Одесские джентльмены».

## Биография
Родился 16 мая 1965 года.
Окончил Инженерно-строительный институт в Одессе. В студенческие годы был одним из ведущих актёров команды КВН.

### Карьера
С 1986 года активно возрождал Юморину. Вместе с друзьями Яковом Гоппом и Максимом Гороховым создал театр «Удачная компания», который просуществовал до середины 1990-х годов, пока его участник Максим Горохов не эмигрировал в США. «Удачная компания» давала спектакли в Одессе и других городах Украины. Сергей Олех, как и другие участники театра принимал участие в съёмках клипов Комик-труппы «Маски» — «Одесса-Мама», «Товарищ Полковник» и «Куплеты Мефистофеля». Также вместе с «Удачной компанией» с 1991 по 1994 год снимался в программе «Джентльмен-шоу», в 1992 году в «Маски-шоу».
В 1992 году вышла драма с его участием «Лавка Рубинчик и…». Также он снимался в сериалах «Анка с Молдаванки», «Ликвидация», «Собачья гостиница» и картинах: «Команда», «Не в деньгах счастье».
С 2002 года активно принимал участие в программах, созданных «Одесскими Джентльменами» — «Голые и смешные», «Камера смеха», «Приколисты». В них Сергей устраивал розыгрыши случайных прохожих. 
Был директором Общества с ограниченной ответственностью «Концерт-Сервис».
В 2006 году выдвигался от Одесской городской территориальной организации Гражданской партии «ПОРА», по многомандатному избирательному округу № 1, г. Одесса в депутаты Одесского городского совета.
Вёл свой канал на ютубе, где рассказывал подборку самых свежих анекдотов.

### Болезнь и смерть
Актёр больше года боролся с онкологической болезнью, но никому не говорил о своём состоянии и продолжал работать. Скончался 2 апреля 2017 года в реанимационном отделении одесской больницы. Ему был 51 год.
Прощание с актёром и похороны  состоялись 4 апреля 2017 года в Одессе. Похоронили актёра на Таировском кладбище.

## Фильмография
| Год  |   | Название              | Роль                |
| ---- | - | --------------------- | ------------------- |
| 1992 | ф | Лавка «Рубинчик и...» | обитатель свалки    |
| 2003 | с | Дружная семейка       | Эпизод (52-я серия) |
| 2005 | с | Не в деньгах счастье  | Эпизод              |
| 2007 | с | Ликвидация            | Эпизод              |
| 2015 | с | Анка с Молдаванки     | хозяин квартиры     |
| 2016 | с | Команда               | Сосед Кравца        |

## Интересные факты
- Сергей Олех увлекался рыболовством.[7]